# Cuba Austin
Cuba Austin (* 1906 in Charleston, West Virginia; † 1961) war ein US-amerikanischer Jazz-Schlagzeuger des Oldtime Jazz und Swing.
Austin, der als Stepptänzer begann, ist vor allem bekannt als Mitglied von „McKinney’s Cotton Pickers“, denen er ab 1926 angehörte. Davor spielte er schon in McKinneys „Synco Jazz Band“. McKinney war vorher selbst am Schlagzeug, übernahm dann aber immer mehr Management-Funktionen. Gelegentlich ist er auf den Aufnahmen der Cotton Pickers auch als Sänger zu hören. Als sich die Cotton Pickers 1931 auflösten, bildete Austin eine der beiden Nachfolgebands, die „Original Cotton Pickers“, die bis etwa 1934 bestanden.  Danach zog er nach Baltimore, wo er Geschäftsmann wurde und nur noch gelegentlich in der Band des Pianisten Rivers Chambers spielte. Austin nahm auch mit Rex Stewart auf.
Gene Krupa zählte Austin, der als einer der ersten Hi-Hats benutzte, zu seinen Einflüssen.